# Barrage de Buyo
Barrage de Buyo är en dammbyggnad med ett vattenkraftverk i Sassandrafloden i Elfenbenskusten. Den ligger i distriktet Bas-Sassandra, i den sydvästra delen av landet, 210 km väster om huvudstaden Yamoussoukro. Barrage de Buyo ligger 181 meter över havet. Dammen stod klar 1981 och bildar Lac de Buyo. Vattenkraftverket har en installerad effekt på 165 MW.